# A Town Called Hypocrisy
A Town Called Hypocrisy è un singolo del gruppo musicale gallese Lostprophets, pubblicato nel 2006 ed estratto dall'album Liberation Transmission.

## Tracce
CD 1
1. A Town Called Hypocrisy – 3:42
2. Love (demo) – 3:11

CD 2
1. A Town Called Hypocrisy – 3:42
2. Distances (demo) – 3:57
3. What You Do (demo) – 3:24

Vinile
1. A Town Called Hypocrisy – 3:42
2. Still Falling (demo) – 4:26

## Formazione
- Ian Watkins – voce
- Jamie Oliver – piano, tastiera, sampler, voce
- Lee Gaze – chitarra
- Mike Lewis – chitarra
- Stuart Richardson – basso
- Josh Freese – batteria, percussioni (registrazione)
- Ilan Rubin – batteria, percussioni (video)